# リンスター公爵

リンスター公爵フィッツジェラルド家の紋章。紋章記述は「アージェント（銀）の地、ギュールズ（赤）のサルタイアー（斜め十字）」

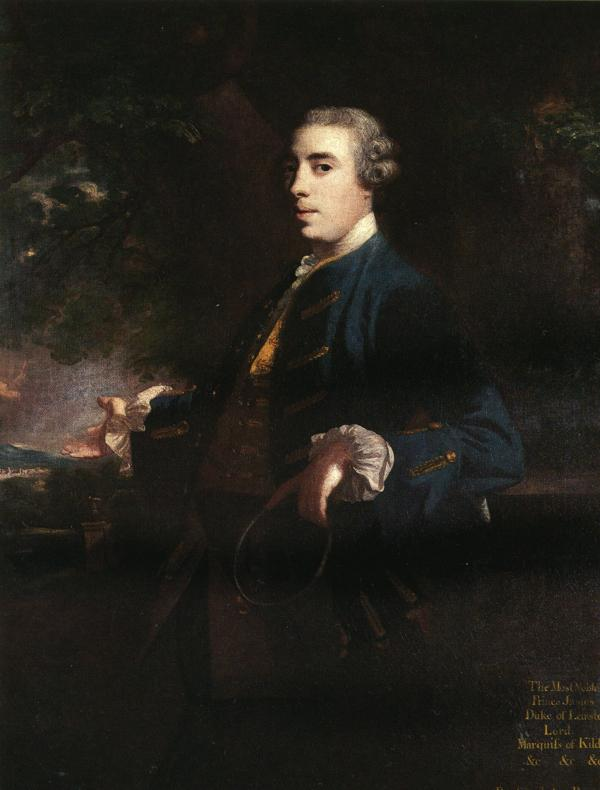
初代リンスター公爵ジェイムズ・フィッツジェラルド（ジョシュア・レノルズ画）

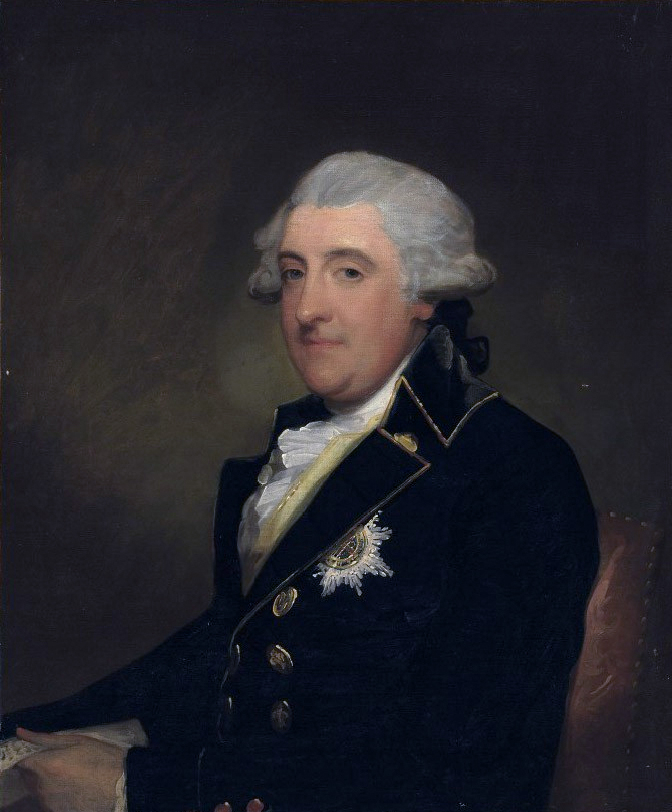
第2代リンスター公爵ウィリアム・フィッツジェラルド

リンスター公爵（英: Duke of Leinster）は、有史以来2度創設されたイギリスの公爵位、貴族。現在はフィッツジェラルド家が保持しており、その公爵位はアイルランド貴族筆頭である。爵位名はアイルランドのレンスターに由来するが、爵位としては「リンスター（Lin-ster）」と発音される。

## 歴史

### ショーンバーグ家
最初に創設されたのは1691年にアイルランド王ウィリアム3世配下の軍人であったメイナード・ションバーグがボイン川の戦いの戦功によって授けられた。彼は一人息子に先立たれたため、爵位は一代限りとなった。

### フィッツジェラルド家
1766年、初代キルデア侯爵ジェイムズ・フィッツジェラルドに対して再び授けられた。彼は第19代キルデア伯爵ロバート・フィッツジェラルドの息子で、1743年に襲爵して第20代キルデア伯爵となっており、加えて1761年にキルデア侯爵に陞叙されていた。以後リンスター公爵位は2015年現在までフィッツジェラルド家によって保持されている。
フィッツジェラルド家は、1169年からのノルマン人のアイルランド侵攻によってアイルランドに定住したウェールズ系ノルマン人であった。1316年にジョン・フィッツジェラルドはキルデア伯爵に叙され、15世紀から16世紀にかけてアイルランド総督（Lord Deputy）となった第8代キルデア伯爵ジェラルド・フィッツジェラルドと第9代キルデア伯爵ジェラルド・フィッツジェラルド父子の時にその権勢は頂点に達した。第10代キルデア伯爵トマス・フィッツジェラルドはイングランド王ヘンリー8世に対して反乱（絹衣のトマスの乱）を起こしたが敗れ、爵位も剥奪された。しかし後に弟ジェラルド・フィッツジェラルドは爵位を回復し、フィッツジェラルド家は以後も存続した。
フィッツジェラルド家はもともとはキルデア県メイヌースのメイヌース城を本拠としていた。絹衣のトマスの乱の時にメイヌース城が落城した後は、キルデア県キャッスルダーモットのキルキー城に移った。18世紀、初代リンスター公爵はメイヌースにカートン・ハウス、ダブリンにレンスター・ハウスを建てた。これらの財産は20世紀までにすべてフィッツジェラルド家の手を離れており（例えばレンスター・ハウスはアイルランド自由国へ売却されウラクタス（アイルランド議会）の議事堂として用いられている）、現在リンスター公爵はイギリスのオックスフォードシャー州ラムスデンに居住している。

## 現当主の保有爵位
現当主である第9代リンスター公爵モリス・フィッツジェラルドは、以下の爵位を有する。
- 第9代リンスター公爵(9th Duke of Leinster)
(1766年11月26日の勅許状によるアイルランド貴族爵位)
- 第9代キルデア侯爵(9th Marquess of Kildare)
(1761年3月19日の勅許状によるアイルランド貴族爵位)
- 第28代キルデア伯爵(28th Earl of Kildare)
(1314年5月14日の勅許状によるアイルランド貴族爵位)
- 第9代オファリー伯爵(9th Earl of Offaly)
(1761年3月19日の勅許状によるアイルランド貴族爵位)
- 第9代バッキンガム州タプローのリンスター子爵(9th Viscount Leinster, of Taplow in the County of Buckingham)
(1747年2月21日の勅許状によるグレートブリテン貴族爵位)
- 第14代オファリー男爵（英語版）(14th Baron Offaly)
(1620年7月29日の勅許状によるアイルランド貴族爵位)
- 第6代キルデア男爵(6th Baron Kildare)
(1870年5月3日の勅許状による連合王国貴族爵位)

## 一覧

### リンスター公爵 （第1期; 1691年）
- メイナード・ションバーグ (初代リンスター公爵) （1641年 - 1719年）
  - 1693年、ションバーグ公爵を襲爵。
  - 1719年、断絶。

### リンスター公爵 （第2期; 1766年）
- 初代リンスター公爵ジェイムズ・フィッツジェラルド（1722年 - 1773年）
- 第2代リンスター公爵ウィリアム・フィッツジェラルド（1749年 - 1804年）
- 第3代リンスター公爵オーガスタス・フィッツジェラルド（1791年 - 1874年）
- 第4代リンスター公爵チャールズ・フィッツジェラルド（1819年 - 1887年）
  - 1870年、キルデア男爵（連合王国貴族）に叙爵。
- 第5代リンスター公爵ジェラルド・フィッツジェラルド（1851年 - 1893年）
- 第6代リンスター公爵モーリス・フィッツジェラルド（1887年 - 1922年）
- 第7代リンスター公爵エドワード・フィッツジェラルド（英語版）（1892年 - 1976年）
- 第8代リンスター公爵ジェラルド・フィッツジェラルド（英語版）（1914年 - 2004年）
- 第9代リンスター公爵モーリス・フィッツジェラルド（1948年 - ）
  - 爵位の推定相続人は当代の甥であるエドワード・フィッツジェラルド（1988年生）。